# Evangelische Kirche (Pilsen)

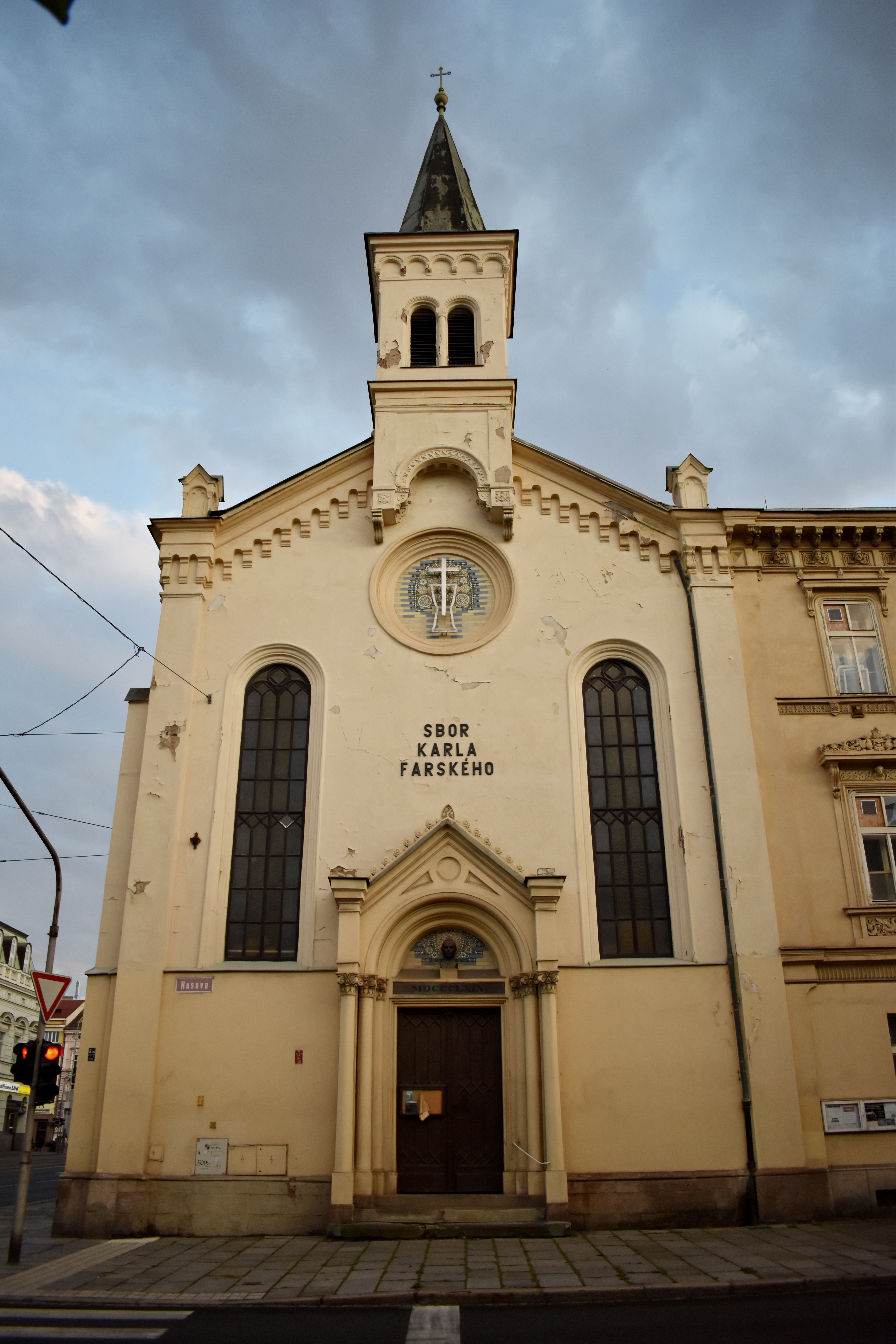
Evangelische Kirche Pilsen

Die evangelische Kirche (tschechisch Sbor Karla Farského) ist ein Kirchengebäude in Pilsen in Tschechien. Seit 1945 dient sie der Tschechoslowakischen Hussitischen Kirche. Ihren heutigen tschechischen Namen trägt sie nach deren Gründer sowie erstem Patriarchen, Karel Farský.

## Geschichte

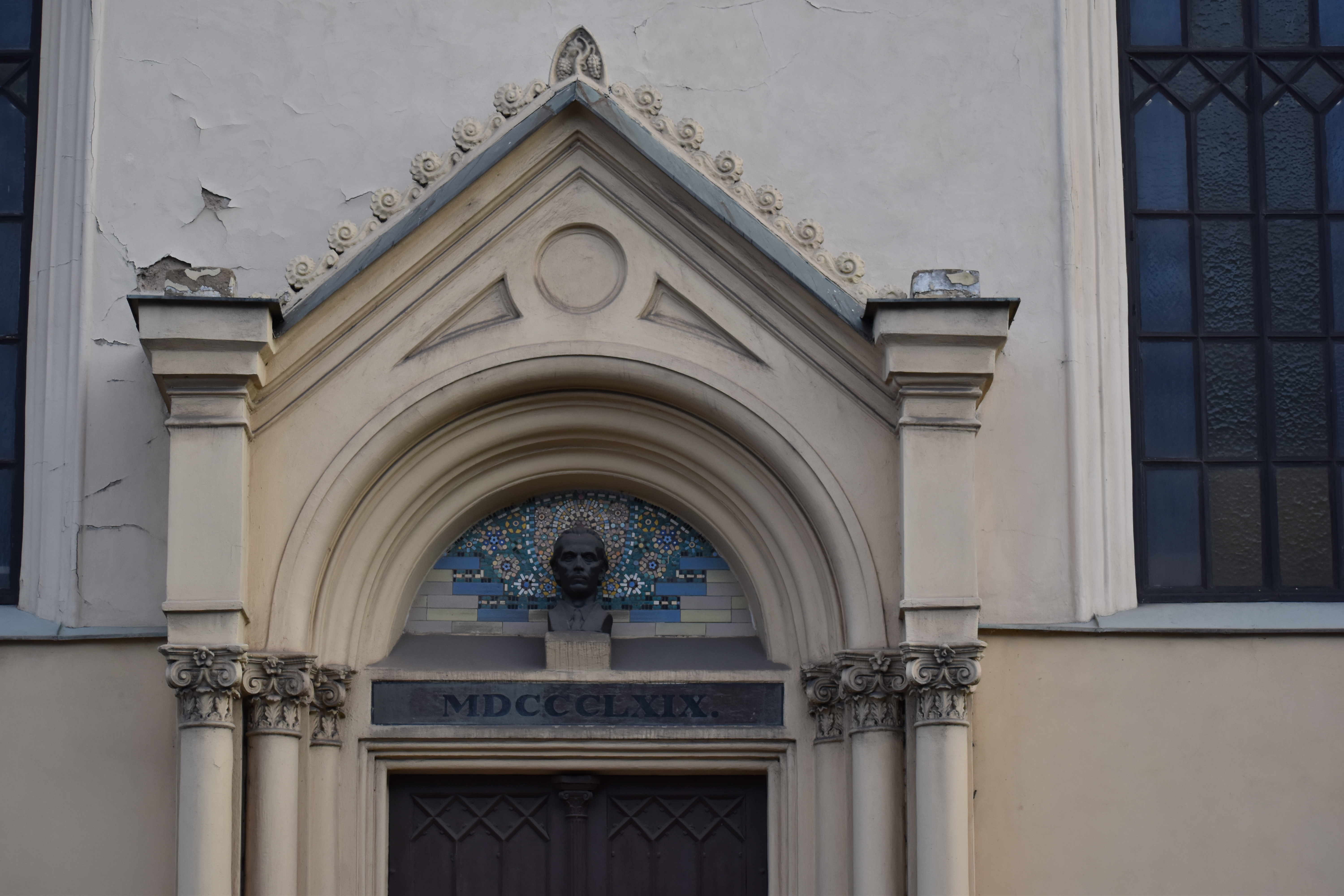
Portal (1869)

Die wirtschaftliche Entwicklung der Stadt Pilsen als ein wichtiges Handelszentrum für Böhmen in der zweiten Hälfte des 19. Jahrhunderts und ab 1861 als Eisenbahnknotenpunkt sowie als Standort der Maschinenbauindustrie hatte auch den verstärkten Zuzug von Arbeitern aus protestantischen Ländern zur Folge. In unmittelbarem Anschluss an das Protestantengesetz von 1861, das die rechtliche Gleichstellung der christlichen Bekenntnisse im Habsburgerreich garantierte, kam es daher bereits im darauffolgenden Jahr zur Gründung einer deutschsprachigen evangelischen Gemeinde, die 1872 zur selbständigen Gemeinde erhoben wurde. Zuvor war in den Jahren 1865 bis 1869 durch den ortsansässigen Baumeister Václav Daniel der Kirchenbau als Saalkirche im sogenannten Rundbogenstil der Zeit errichtet worden, um schließlich 1895 durch Edvard Kroh seinen Turmaufbau zu erhalten. Das zwischenzeitlich vernachlässigte Gebäude wurde in den 1990er Jahren saniert.